# 朱尔·朗博
朱尔·朗博（法語：Jules Rambaut，1998年4月6日—），生于兰斯，法国男子篮球运动员。他曾代表法国参加2024年夏季奥林匹克运动会男子三人篮球比赛，获得一枚银牌。